# Яковлев, Михаил Алексеевич
Михаи́л Алексе́евич Я́ковлев (1798—1853) — русский поэт, литературный и театральный критик-рецензент, редактор; действительный статский советник.

## Биография
Родился 15 (26) ноября 1798 года в Санкт-Петербурге, в купеческой семье. Воспитывался в немецком училище св. Петра. С 1820 года вместе со Сниткиным стал издавать журнал «Невский зритель», в котором печатались произведения многих лучших писателей, в том числе — первые произведения А. С. Пушкина. В июле 1821 года поступил на службу в Министерство иностранных дел. Получил чин действительного статского советника. В 1843 году был награждён орденом Св. Станислава 2-й степени.
Состоя на службе, находил время для своих литературных занятий и помещал свои рецензии в «Северной пчеле», в «Литературных приложениях» к «Русскому инвалиду» и в журнале «Библиотека для чтения». В то же время с мая 1811 года до 1842 года он был редактором «Репертуара русского театра».
Умер 14 (26) января 1853 года. Похоронен на Волковом православном кладбище.
М. А. Яковлев — автор большого числа стихотворений, опубликованных в «Сыне отечества» (1817), «Благонамеренном» (1818—1824, 1826), «Невском зрителе» (1820—1821), «Новостях литературы» (1825—1826), альманахах «Северные цветы», «Невский альманах», «Памятник отечественных муз», «Календарь муз»; некоторые из них ранее приписывались М. Л. Яковлеву. М. А. Яковлеву принадлежит также издание «Опыта русской анфологии».